# (464511) 2016 BO79
(464511) 2016 BO79 es un asteroide perteneciente al cinturón de asteroides, descubierto el 21 de abril de 2009 por el equipo Spacewatch desde el Observatorio Nacional de Kitt Peak (Arizona, Estados Unidos).